# Bravelands
 (mai 2020).
Bravelands (titre original : Bravelands) est une série littéraire écrite par Erin Hunter, pseudonyme des romancières Kate Cary, Cherith Baldry et Victoria Holmes, rejointes ensuite par Tui Sutherland puis par Gillian Philip et enfin par Inbali Iserles.
Cette série, contrairement aux autres séries d'Erin Hunter n'est pas divisée en cycles composés de six tomes. Le premier cycle l'est, mais les deux et troisièmes cycles comportent trois tomes.

## Histoire
Dans les plaines africaines, les animaux ont une règle d'or : tuer, mais seulement pour survivre. Ainsi, lorsque cette règle est bafouée, c'est tout l'équilibre entre les prédateurs et leurs proies qui s'effondre. Une alliance improbable se forme alors entre un lionceau en exil, une jeune éléphante qui prédit l'avenir et un babouin en quête de vérité. Ensemble, Grand Cœur, Céleste et Épine vont devoir rétablir l'ordre naturel de la savane.

## Liste des volumes

### Cycle I:Bravelands
1. Nouvelle Alliance, Pocket Jeunesse, 2019 ((en) Broken Pride, 2017)
2. Le Code d'honneur, Pocket Jeunesse, 2020 ((en) Code of Honor, 2018)
3. Par le sang, Pocket Jeunesse, 2020 ((en) Blood and Bone, 2018)
4. La Menace des ombres, Pocket Jeunesse, 2021 ((en) Shifting Shadows, 2019)
5. Les Mangeurs d'âmes, Pocket Jeunesse, 2021 ((en) The Spirit-Eaters, 2020)
6. Le Serment des braves, Pocket Jeunesse, 2022 ((en) Oathkeeper, 2020)

### Cycle II:Curse of the Sandtongue
1. (en) Shadows on the Mountain, 2021
2. (en) The Venom Spreads, 2022
3. (en) Blood on the Plains, 2022

### Cycle III:Thunder on the Plains
1. (en) The Shattered Horn, 2023
2. (en) Breakers of the Code, 2024